# Iglesia de Santa Teresa (Ottawa)
La Iglesia de Santa Teresa (en inglés: St. Theresa's Church) es una iglesia católica situada en la calle Cartier en el centro de Ottawa, en Ontario, Canadá. La iglesia está situada en la parte oriental de la ciudad, en la calle Somerset entre la calle Elgin y el Canal Rideau.
La parroquia fue fundada en 1929, se separó de la parroquia de San Patricio, que había cubierto la totalidad de Centretown. El edificio es una iglesia románica del renacimiento que se construyó en 1933 y fue diseñado por el arquitecto Henry Ottawa Joseph Morin.